# Droit équatoguinéen
Le droit équatoguinéen est le droit appliqué en Guinée équatoriale depuis l'indépendance de l'Espagne le 12 octobre 1968.

## Sources du droit

### Constitution
La dernière phrase du préambule de la Constitution dispose que celle-ci est la loi fondamentale de la Guinée équatoriale.

### Traités et accords internationaux
La Guinée équatoriale est membre de l'Organisation pour l'harmonisation en Afrique du droit des affaires, dont elle a signé le traité initial du 17 octobre 1993 ainsi que le traité portant révision du traité du 17 août 2008.

### Législation
L'article 64 de la Constitution dispose que la Chambre des représentants peut légiférer en matière fiscale (supprimer et créer des impôts), légiférer sur les poids et mesures, déterminer les bases du droit civil, commercial relatif à la procédure pénale, et du travail, réguler les droits fondamentaux et libertés publiques, approuver les traités de paix, de commerce et tout ce qui affecte la souveraineté nationale, et autoriser le président de la République à produire des décrets de lois en matière de réserve légale.

## Organisation juridictionnelle
La Cour suprême de justice est l'organe suprême du système judiciaire.

## Sources

## Compléments